# سد سوفانگینگ
سد سوفانگینگ (به لاتین: Suofengying Dam) یک سد وزنی و نیروگاه برقابی در چین است که در گوئیانگ واقع شده‌است.